# Festival di Sanremo 1976
Il ventiseiesimo Festival di Sanremo si svolse al Salone delle feste del Casinò di Sanremo dal 19 al 21 febbraio 1976 con la conduzione di Giancarlo Guardabassi e con la collaborazione di due vallette, diverse per ognuna delle tre serate: Serena Albano e Maddalena Galliani nella prima, Stella Luna e Lorena Rosetta Nardulli nella seconda, Tiziana Pini e Karla Strano Pavese nell'ultima.
Fu l'ultima edizione a svolgersi al Casinò in quanto a fine anno l'edificio dovette essere sottoposto a ristrutturazione; per tale motivo dall'edizione successiva si adottò quale sede il teatro Ariston.
Per la prima volta nella storia del Festival il conduttore non salì mai sul palcoscenico, ma rimase sempre seduto ad un tavolo ai piedi del palco stesso, di spalle a una colonna e rivolto alla scena, munito di monitor, telefoni, testi e microfoni, con una postazione molto simile ad uno studio radiofonico: infatti Guardabassi conduceva la trasmissione come se fosse alla radio, non guardava mai la telecamera ed era affiancato da due assistenti, che non parlavano mai. La conduzione fu in stile moderno, tipico dei deejay all'americana, ai quali egli si ispirava.
Dopo la disastrosa edizione del 1975, fu richiamato alla direzione artistica del Festival Vittorio Salvetti. Fu lo stesso Salvetti a scegliere Giancarlo Guardabassi, dopo che Domenico Modugno rinunciò alla conduzione a soli tre giorni dall'inizio della manifestazione (in cui intervenne però come ospite d'onore): il disc jockey folignate fu così costretto a preparare l'intera conduzione del Festival in soli due giorni.
Salvetti operò scelte drastiche, come l'eliminazione dell'orchestra e chiamò ospiti e star d'eccellenza come Julio Iglesias (che però sali sul palcoscenico durante la messa in onda del telegiornale), la rockstar internazionale Suzi Quatro, Mario Del Monaco (che però alla fine dovette rinunciare a partecipare a causa di una indisposizione), lo stesso Domenico Modugno, Esther Phillips, Adamo (che accettò di partecipare solo all'ultimo momento visto che proprio in quei giorni doveva svolgere un concerto in Francia, che poi venne rimandato) e la debuttante Romina Power che fu inserita in gara. Vennero invitati alla competizione molti gruppi musicali come I Camaleonti, I Profeti, La Strana Società, Gli Opera, La Nuova Gente, Gli Albatros, i Ricchi e Poveri (che si esibirono accompagnati dal complesso di bambini I Nostri Figli, tra i quali una ancora bambina Georgia Lepore), Daniel Sentacruz Ensemble e gli Armonium. E poi ancora Wess & Dori Ghezzi (i favoriti per la vittoria alla vigilia), Orietta Berti e Sergio Endrigo. Tra gli esclusi, Claudio Villa con una canzone sulle lotte operaie intitolata Serenata al mio padrone, che reagì alla bocciatura tacciando l'organizzatore Vittorio Salvetti di "fascismo".
Questa fu anche l'ultima edizione del Festival di Sanremo trasmessa in bianco e nero in Italia, nonostante la kermesse fosse già ripresa a colori dalla Rai da tre anni e così irradiata per le televisioni estere, dato che a partire dal 1973 i programmi trasmessi in Eurovisione dovevano essere obbligatoriamente realizzati a colori.
La Rai trasmise in televisione solamente la serata conclusiva, mentre le prime due furono trasmesse solo alla radio. La diretta della serata finale del Festival sforò con i tempi stabiliti, andando a finire alla soglia del telegiornale della notte; pertanto la linea fu tolta di punto in bianco e la canzone vincitrice, che fu Non lo faccio più di Peppino di Capri, venne comunicata durante il telegiornale, così come successo anche l'anno prima.
Di fatto non vennero filmate le ripetizioni orchestrali dei brani in gara e la stragrande maggioranza degli ospiti che dovevano riempire il tempo impiegato dalle giurie a votare. Fra gli ospiti furono ripresi Rita Pavone, presentata da Macario, Domenico Modugno e pochi altri che si esibirono inframmezzando le canzoni in gara.
Orietta Berti presentò Omar con una coreografia gitana, mentre i Ricchi e Poveri, i primi ad esibirsi, eseguirono il loro brano accompagnati da un complesso di bambini: I Nostri Figli, divenuti poi famosi per aver inciso, nei primi anni ottanta, la sigla del cartone animato l'Ape Magà; la loro Due storie dei musicanti sull'lp sarà sciolta in due brani autonomi: I-o bau coccodè miao e Il mio canto. Le canzoni meglio accolte nell'hit parade italiana sono Gli occhi di tua madre di Sandro Giacobbe (che ha raggiunto il terzo posto) e Linda bella Linda del gruppo vocale Daniel Sentacruz Ensemble (che ha raggiunto il secondo).
Tra i fatti degni di nota, da segnalare la disavventura che vide protagonista Antonio Buonomo. Il cantante napoletano presentò il brano La femminista, che lui stesso ebbe a definire "una satira della lotta per l'emancipazione della donna". Un gruppo di femministe non gradì lo scherzo, e dopo aver attirato Buonomo con una telefonata anonima fingendosi un gruppo di sue ammiratrici, lo malmenarono davanti all'albergo nel quale alloggiava.
Di questa edizione del festival (così come per le edizioni del 1974 e del 1975) non risulta reperibile nell'archivio della Rai la registrazione dell'emissione dell'ultima serata a causa dell'abitudine di quegli anni di non registrare gli eventi in diretta televisiva. Su YouTube però, è presente l'esibizione integrale di tutti i cantanti in gara che ebbero diritto di accedere alla serata finale, compresi gli ospiti della serata finale: Domenico Modugno e Rita Pavone presentata da Macario. Le presentazioni, curate da Giancarlo Guardabassi, venivano tradotte da una voce fuori campo in spagnolo dalla TV iberica, che grazie all'Eurovisione trasmetteva la serata finale del Festival anche al di fuori dell'Italia, e i video presenti online sono stati prelevati proprio da tale televisione. Nonostante, quindi, gli archivi Rai non conservino alcun contributo video della 26ª edizione del Festival di Sanremo, la serata finale è pervenuta grazie alla televisione estera come per il Festival di Sanremo 1966, prelevato dalla TV tedesca, e per il Festival di Sanremo 1973, prelevato dalla TV della Repubblica Ceca (all'epoca ancora Cecoslovacchia).

## Partecipanti
| Interprete                         | Ultime partecipazioni al Festival           |
| ---------------------------------- | ------------------------------------------- |
| Albatros                           | Esordienti                                  |
| Antonio Buonomo                    | Esordiente                                  |
| Armonium                           | Esordienti                                  |
| Camaleonti                         | 1973                                        |
| Carlo Gigli                        | Esordiente                                  |
| Daniel Sentacruz Ensemble          | Esordienti                                  |
| Drupi                              | 1973                                        |
| Ezio Maria Picciotta               | Esordiente                                  |
| Gli Opera                          | Esordienti                                  |
| Gloriana                           | Esordiente                                  |
| La Nuova Gente                     | Esordienti (1971, alcuni membri della Gens) |
| La Strana Società                  | Esordienti                                  |
| Leano Morelli                      | Esordiente                                  |
| Maggie Mae                         | Esordiente                                  |
| Miko                               | 1965 (con il nome di Don Miko)              |
| Orietta Berti                      | 1974                                        |
| Paolo Frescura                     | Esordiente                                  |
| Patrizio Sandrelli                 | Esordiente                                  |
| Peppino di Capri                   | 1973                                        |
| Profeti                            | Esordienti                                  |
| Ricchi e Poveri con I Nostri Figli | 1973 ed esordienti                          |
| Romina Power                       | Esordiente                                  |
| Rosanna Fratello                   | 1975                                        |
| Sandro Giacobbe                    | Esordiente                                  |
| Santino Rocchetti                  | Esordiente                                  |
| Sergio Endrigo                     | 1973                                        |
| Silvano Vittorio                   | Esordiente                                  |
| Umberto Lupi                       | Esordiente                                  |
| Vanna Leali                        | Esordiente                                  |
| Wess & Dori Ghezzi                 | 1973                                        |

## Classifica, canzoni e cantanti
| Posizione      | Interprete                         | Canzone                  | Autori                                          | Voti ricevuti |
| -------------- | ---------------------------------- | ------------------------ | ----------------------------------------------- | ------------- |
| 1º             | Peppino Di Capri                   | Non lo faccio più        | Depsa, S. Iodice e F. Berlincioni               | 46            |
| 2º             | Wess & Dori Ghezzi                 | Come stai, con chi sei   | C. Minellono, F. Piccarreda e U. Balsamo        | 40            |
| 3º (ex aequo)  | Sandro Giacobbe                    | Gli occhi di tua madre   | S. Giacobbe, D. Pace e O. Avogadro              | 36            |
| 3º (ex aequo)  | Albatros                           | Volo AZ 504              | V. Pallavicini e T. Cutugno                     | 36            |
| 5º             | Paolo Frescura                     | Due anelli               | A. De Sanctis e P. Frescura                     | 30            |
| 6º             | Drupi                              | Sambariò                 | L. Albertelli e E. Riccardi                     | 24            |
| 7º             | Carlo Gigli                        | Più forte                | Schiava e L.Gigli                               | 23            |
| 8º             | Daniel Sentacruz Ensemble          | Linda bella Linda        | C. Dammicco, Querencio, Sentacruz e F. Specchia | 21            |
| 9º             | Gli Opera                          | L'ho persa ancora        | F. Ricciardi, O. Avogadro e D. Pace             | 20            |
| 10º            | Camaleonti                         | Cuore di vetro           | G. Bigazzi e T. Savio                           | 19            |
| 11º            | Orietta Berti                      | Omar                     | M. Battaini e L. Beretta                        | 16            |
| 12º            | La Strana Società                  | Andiamo via              | C. Conti, F. Cassano e L. Albertelli            | 11            |
| 13º            | Ricchi e Poveri con I Nostri Figli | Due storie dei musicanti | L. Bacalov e S. Bardotti                        | 10            |
| 14º            | Patrizio Sandrelli                 | Piccola donna addio      | V. Stavolo e F. Zulian                          | 9             |
| 15º (ex aequo) | Sergio Endrigo                     | Quando c'era il mare     | S. Endrigo                                      | 6             |
| 15º (ex aequo) | Miko                               | Signora tu               | G. Pegoraro e P. M. Bozzetti                    | 6             |
| 17º            | Profeti                            | Cercati un'anima         | D. Ciletti, C. Cavallaro, D. Pace e O. Avogadro | 5             |
| 18º            | La Nuova Gente                     | Che sarei                | P. Landro e E. Cardullo                         | 3             |
| NF             | Santino Rocchetti                  | E tu mi manchi           | S. Luca e A. Lo Vecchio                         |               |
| NF             | Rosanna Fratello                   | Il mio primo rossetto    | U. Napolitano e A. Salerno                      |               |
| NF             | Gloriana                           | La canzone dei poveri    | A. Gallo e Mallozzi                             |               |
| NF             | Antonio Buonomo                    | La femminista            | L. Chiosso e E. Alfieri                         |               |
| NF             | Leano Morelli                      | Nata libera              | E. Crippa e L. Morelli                          |               |
| NF             | Romina Power                       | Non due                  | R. Power e A. Carrisi                           |               |
| NF             | Maggie Mae                         | Sing My Song             | C. De Natale e Darini                           |               |
| NF             | Armonium                           | Stella cadente           | V. Stavolo e F. Zulian                          |               |
| NF             | Vanna Leali                        | Torno a casa             | E. Suligoj e P. Limiti                          |               |
| NF             | Umberto Lupi                       | Una casa senza nome      | L. Pilat, M. Panzeri e D. Pace                  |               |
| NF             | Ezio Maria Picciotta               | Uomo qualunque           | E. M. Picciotta, F. Migliacci e D. Farina       |               |
| NF             | Silvano Vittorio                   | Vieni                    | A. Lo Vecchio e S. Vittorio                     |               |

## Regolamento
Si tratta di uno dei regolamenti più complessi di tutta la storia del Festival.
Competizione fra cinque squadre composte da sei cantanti. Accedono alla finale i "caposquadra", non soggetti a votazione e, dei rimanenti quattro componenti, il cantante maggiormente votato. Ai secondi classificati di ogni squadra, nella seconda serata, viene data una possibilità di ripescaggio. Tali cinque artisti (uno per squadra) vengono riorganizzati in un'ulteriore squadra a cui viene data la possibilità di esibirsi di nuovo. I tre più votati si aggiungono ai 15 elementi già designati per la finale.
In finale accedono, pertanto, 18 artisti.
Composizione delle squadre partecipanti:
- SQUADRA A:

Capitani: Wess & Dori Ghezzi, Orietta Berti
Altri componenti qualificati per la finale: La Strana Società
Altri componenti eliminati nel corso delle prime serate: Rosanna Fratello, Leano Morelli, Santino Rocchetti
- SQUADRA B:

Capitani: Daniel Sentacruz Ensemble, Drupi
Altri componenti qualificati per la finale: Miko, Albatros (con ripescaggio)
Altri componenti eliminati nel corso delle prime serate: Armonium, Silvano Vittorio
- SQUADRA C:

Capitani: Camaleonti, Sandro Giacobbe
Altri componenti qualificati per la finale: Gli Opera, Profeti (con ripescaggio)
Altri componenti eliminati nel corso delle prime serate: Vanna Leali, Umberto Lupi
- SQUADRA D:

Capitani: Peppino di Capri, Sergio Endrigo
Altri componenti qualificati per la finale: Patrizio Sandrelli
Altri componenti eliminati nel corso delle prime serate: Antonio Buonomo, Gloriana, Romina Power
- SQUADRA E:

Capitani: Paolo Frescura, Ricchi e Poveri & I Nostri Figli
Altri componenti qualificati per la finale: Carlo Gigli, La Nuova Gente (con ripescaggio)
Altri componenti eliminati nel corso delle prime serate: Ezio Maria Picciotta, Maggie Mae
In finale i cantanti si scontrano indipendentemente dalla squadra di appartenenza. La composizione delle squadre ha contribuito, dunque, a determinare i cantanti finalisti. La formula dei cantanti organizzati in squadre anticipa il meccanismo che sarebbe stato ripreso, negli anni ottanta, dalla manifestazione musicale Azzurro.

## Orchestra
Orchestra diretta dal maestro Riccardo Vantellini. Tutti gli artisti in gara si esibiscono dal vivo con la base musicale. I motivi vengono ripetuti da Henghel Gualdi, Bruno Martino, Glauco Masetti e Ely Neri.

## Sigla
Composizione del maestro Riccardo Vantellini, intitolata Riviera IN.

## Ospiti cantanti
Questi gli ospiti che si sono esibiti nel corso delle tre serate di questa edizione del Festival di Sanremo.
- Rita Pavone - E... zitto zitto
- Domenico Modugno - Medley di successi e Il maestro di violino
- Julio Iglesias
- Macario - La recita è finita e Sanremo Sanremo
- Adamo - Un'estate per te
- Morris Albert - Feeling
- Jacky James - Innamorata
- Suzi Quatro - Don't Break My Heart
- Bay City Rollers - Money Honey
- Les Humphries Singers - Spanish Discotheque
- Chanter Sisters - Cuckoo Cuckoo
- Ester Phillips - What a Difference a Day Makes